# شعار الحزب الشيوعي الصيني
شعار الحزب الشيوعي الصيني هو المطرقة والمنجل المعروضان باللون الأصفر الذهبي أو الأحمر. وفقًا للمادة 53 من دستور الحزب الشيوعي الصيني، فإن "شعار الحزب وعلمه هما رمز وعلامة الحزب الشيوعي الصيني".  

## تاريخ
في بداية تاريخه، لم يكن لدى الحزب الشيوعي الصيني معيار رسمي واحد للعلم، بل سمح بدلاً من ذلك للجان الحزب الفردية بنسخ علم الحزب الشيوعي في الاتحاد السوفييتي.  في 28 أبريل 1942، أصدر المكتب السياسي المركزي مرسومًا يقضي بتأسيس علم رسمي وحيد. "إن علم الحزب الشيوعي الصيني له نسبة طول إلى عرض 3:2 مع وجود مطرقة ومنجل في الزاوية العلوية اليسرى، ولا يوجد به نجمة خماسية. ويسمح المكتب السياسي للمكتب العام بصنع عدد من الأعلام القياسية حسب الطلب وتوزيعها على جميع الأجهزة الرئيسية". 
في 21 سبتمبر 1996، أصدر المكتب العام للحزب الشيوعي الصيني "لوائح إنتاج واستخدام علم وشعار الحزب الشيوعي الصيني"، والتي نصت على أن الشعار والعلم هما الرمزان والعلامات الرسمية للحزب. 

## الرمزية
وفقًا للحكومة الصينية، "ترمز المطرقة والمنجل معًا إلى أدوات العمل التي يستخدمها العمال والمزارعون. ويرمز الشعار بشكل عام إلى أن الحزب الشيوعي الصيني هو طليعة الطبقة العاملة الصينية، ويمثل المصالح الأساسية للطبقة العاملة والأغلبية العظمى من الشعب الصيني".

## تصميم
وفقًا لصحيفة الشعب اليومية، "يبلغ طول علم الحزب القياسي 120 سم وعرضه 80 سم. يوجد في منتصف الزاوية العلوية اليسرى (ربع الطول والعرض حتى الحدود) مطرقة ومنجل باللون الأصفر يبلغ قطرها 30 سم. غلاف العلم (حافة العمود) باللون الأبيض وعرضه 6.5 سم. لا يتم تضمين أبعاد حاشية العمود في قياس العلم. في المجموع، يحتوي العلم على خمسة أبعاد، والأحجام هي "1: 288 سم طولًا و192 سم عرضًا؛ 2: 240 سم طولًا و160 سم عرضًا؛ 3: 192 سم طولًا و128 سم عرضًا؛ 4: 144 سم طولًا و96 سم عرضًا؛ 5: 96 سم طولاً و64 سم عرضًا."

## معرض الصور

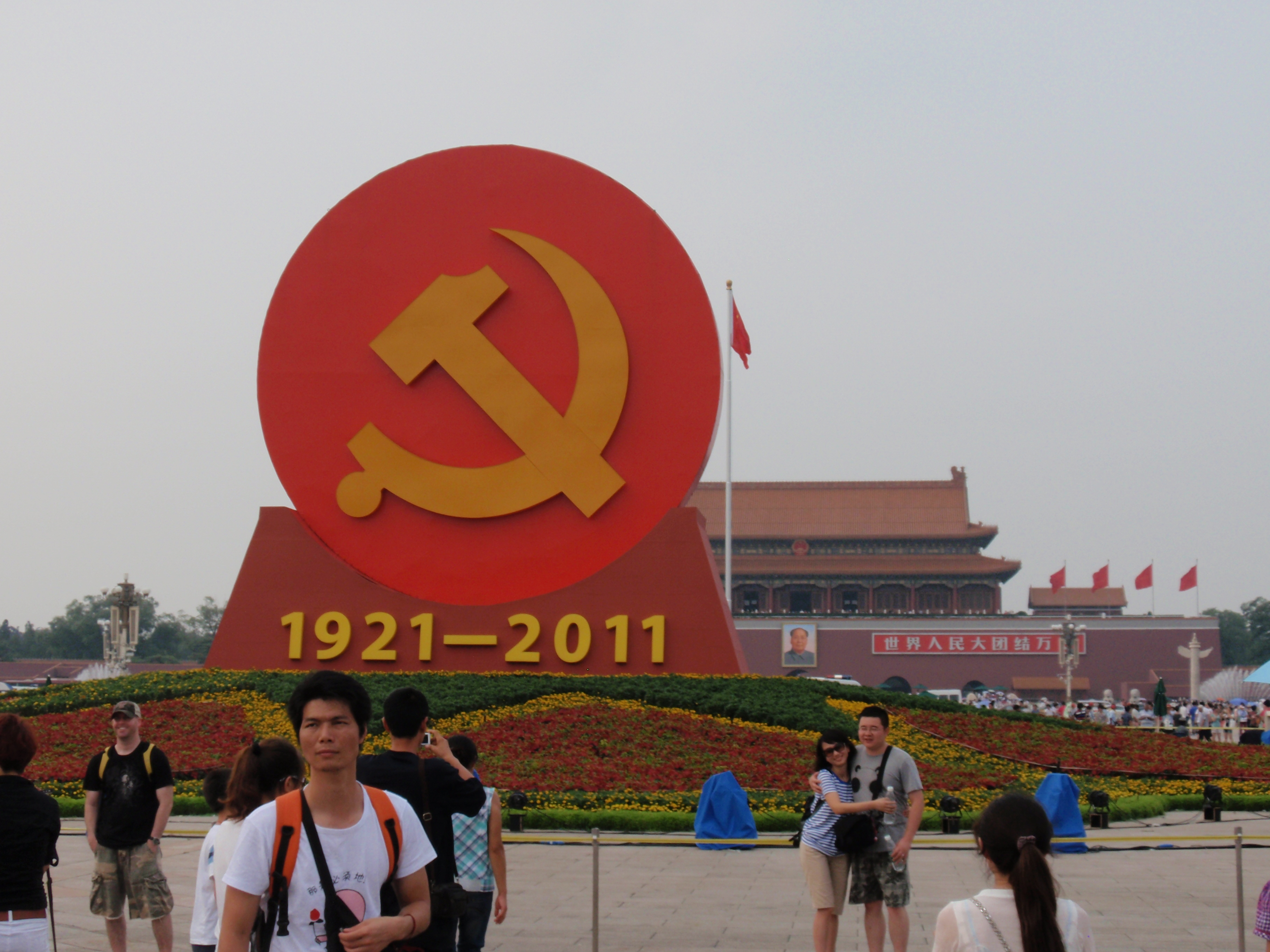
نصب تذكاري مؤقت في ميدان السلام السماوي بمناسبة الذكرى التسعين لتأسيس الحزب الشيوعي الصيني في عام 2011